# 奈兴
奈兴是德国莱茵兰-普法尔茨州的一个市镇。总面积2.95平方公里，总人口138人，其中男性71人，女性67人（2011年12月31日），人口密度47人/平方公里。